# Yang Yi
Yang Yi (chinois simplifié : 杨逸 ; chinois traditionnel : 楊逸 ; pinyin : Yáng Yì), nom de plume de Liu Qiao, (née en 1964 à Harbin, dans la province du Heilongjiang, en Chine) est une écrivain japonaise d'origine chinoise, qui écrit ses romans en japonais, langue qu'elle a apprise à l'âge adulte. 

## Biographie
Yang Yi s'est installée au Japon en 1987.
Son premier roman a été couronné par un magazine littéraire et le second 時が滲む朝 - Toki-ga nijimu asa (Le matin où le temps transparaît) a reçu le prestigieux prix Akutagawa en 2008. Le thème du roman est le mouvement de démocratisation en Chine lors des événements de 1989 sur la place Tiananmen
.